# 格倫茨吉普費爾峰
45°56′12.3″N 7°52′04.8″E / 45.936750°N 7.868000°E

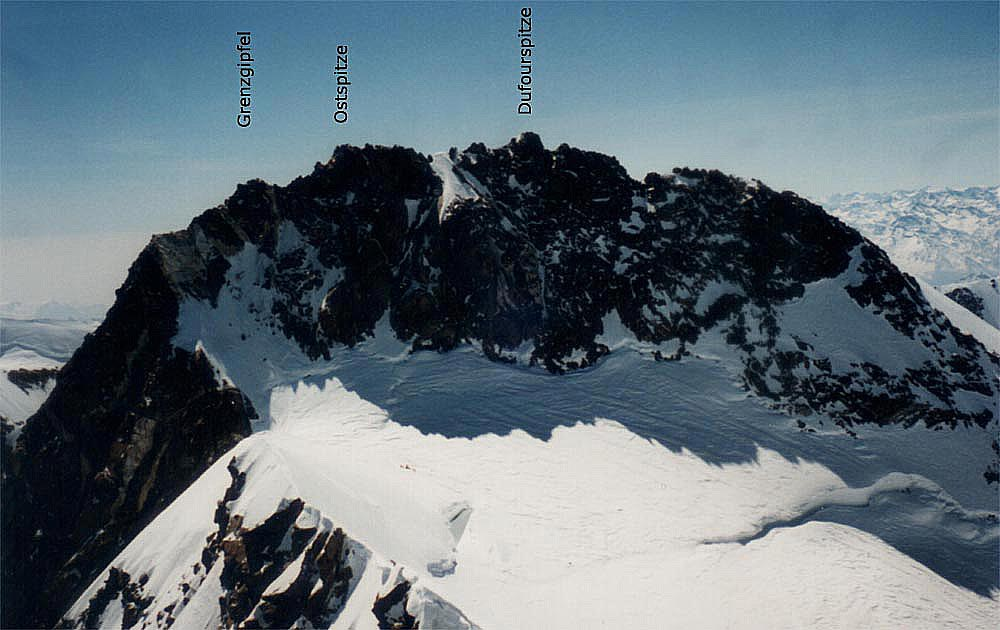

格倫茨吉普費爾峰（義大利語：Grenzgipfel），是歐洲的山峰，位於意大利和瑞士接壤的邊境，屬於本寧阿爾卑斯山脈的一部分，海拔高度4,618米，人類在1848年8月12日首次登上該山峰。